# Nom islandais

Le système de nommage islandais.

Les noms islandais diffèrent de la plupart des noms de famille occidentaux en étant patronymiques (et quelquefois matronymiques) dans le sens où le nom de l'enfant reflète le prénom du père (ou de la mère) et non celui d'une lignée familiale.
L'Islande partage un héritage culturel commun avec les pays nord européens tels que l'Ukraine, la Russie, la Norvège, la Suède et le Danemark. Ce système de noms est aussi apparenté à un système qui avait cours en Europe septentrionale. La coutume réunionnaise témoigne également de cette pratique d'attribution des prénoms. Mais les Islandais, au contraire des autres scandinaves, ont maintenu l'utilisation de leur système traditionnel de noms, système qui était autrefois utilisé dans toute la Scandinavie (et réintroduit dans les îles Féroé). Un exemple célèbre est celui de Leif Ericson, le fils de Éric le Rouge. Le système islandais n'utilise donc pas de nom de famille. Le nom d'une personne indique le prénom de son père (ou dans quelques cas celui de sa mère).
Quelques noms de famille existent en Islande, la plupart hérités de parents d'origine étrangère, certains étant des noms adoptés. Parmi les exemples notables d'Islandais ayant un nom hérité, on trouve l'ancien premier ministre Geir Haarde, le joueur de football Eiður Smári Guðjohnsen, l'actrice Kristbjörg Kjeld et le réalisateur Baltasar Kormákur Samper. Avant 1925, il était légal d'adopter un nouveau nom de famille. Un des Islandais à l'avoir fait est le prix Nobel de littérature Halldór Laxness. Depuis 1925, cela n'est autorisé que si l'on peut justifier d'un droit d'héritage de ce nom.
Les prénoms qui ne sont pas d'usage en Islande doivent être approuvés par le Comité islandais des noms avant d'être donnés. Le critère d'acceptation est la facilité d'intégration dans la langue islandaise. D'abord, il doit contenir uniquement des lettres présentes dans l'alphabet islandais et ensuite il doit pouvoir être grammaticalement décliné.

## Exemples typiques de nommage islandais
Un homme nommé Jón Einarsson a un fils prénommé Ólafur. Le nom de famille de Ólafur ne sera pas Einarsson comme son père mais Jónsson, indiquant littéralement qu'il est le fils (son) de Jón.
Le même usage s'applique aux filles. Sigríður, la fille de Jón, n'aura pas Einarsson comme nom de famille, mais Jónsdóttir. Le nom signifiant littéralement fille (dóttir) de Jón. Même mariée, elle conservera ce nom toute sa vie.
Dans quelques cas, le nom de l'enfant dérive du second prénom du parent au lieu du premier. Par exemple, si Jón est le fils de Hjálmar Arnar Vilhjálmsson, il peut s'appeler Jón Hjálmarsson (Jón, fils de Hjálmar) ou Jón Arnarsson (Jón, fils d'Arnar). Une des raisons à cela tient au fait que le parent préfère se faire appeler par son second prénom. Ceci est assez commun. Cela peut aussi simplement être que le second prénom sonne mieux avec le prénom de l'enfant.
Dans les cas où deux personnes, dans le même cercle social, portent le même prénom et le même nom de père, ils peuvent être alors socialement distingués par l'ajout du nom de leur grand-père paternel, par exemple, Jón Þórsson Bjarnarsonar (Jón, fils de Þór, fils de Bjarni) et Jón Þórsson Hallssonar (Jón, fils de Þór, fils de Hallur). Mais cette méthode n'est pas habituelle, le second prénom étant plus souvent employé dans ce cas. Cependant elle permet de tracer les lignées dans les Sagas islandaises.

## Nom matronymique
Presque tous les Islandais portent le nom du père, mais dans certains cas, c'est le nom de la mère qui est utilisé si l'enfant ou le parent légal veut rompre le lien social avec le père, la mère l'utilise comme affirmation sociale ou simplement par style. La convention de nommage reste alors identique : Ólafur, fils de Bryndis a donc le nom complet d'Ólafur Bryndísarson (« le fils de Bryndís »). Un exemple de nom matronymique est celui du joueur de football Heiðar Helguson, (« Heiðar, fils de Helga »), et un autre est celui du poète médiéval Eilífr Goðrúnarson.
Certaines personnes ont un nom qui est matronymique et patronymique, comme Dagur Bergþóruson Eggertsson, l'ancien maire de Reykjavik.

## Aspects culturels et manière de s'adresser aux personnes
En Islande, les répertoires de noms comme le répertoire téléphonique sont classés par ordre alphabétique du prénom. Pour réduire le risque d'ambiguïté, les répertoires téléphoniques donnent également la profession des personnes. La faible population islandaise rend néanmoins la chose moins problématique que ce que l'on pourrait attendre, par opposition par exemple à la Russie, où un style de nommage patronymique proche du système islandais est aussi utilisé (comme Ivan Pétrovitch, Ivan fils de Piotr), et la population énorme a rendu obligatoire l'usage de noms complémentaires dans les grandes villes.
Les Islandais, même entre inconnus, utilisent leur prénom lorsqu'ils se parlent. Par exemple, un autre Islandais s'adressera à l'ancien premier ministre Halldór Ásgrímsson par son prénom ou son nom complet et non par « M. Ásgrímsson ». Dans la culture islandaise, le second nom n'est pas une partie du nom mais une brève description de la lignée.

## Genre neutre
Depuis 2019, il est possible d'adopter un nom patronymique ou matronymique neutre en genre, se terminant par -bur (« enfant de »). Cela est notamment pensé pour les personnes  non binaires.